# 潘帕獸科
潘帕獸科（學名：Pampatheriidae）是一科已滅絕的大型蹠行異關節總目物種，為現存犰狳的近親，但是與犰狳分支於始新世中期（約 45-48 百萬年前）。牠們生活於南美洲及北美洲平原，約於12,000年前的更新世末滅絕，可能是因氣候轉變所致。
牠們與Machlydotherium在始新世一同出現，但牠們不像犰狳般廣泛分佈。到了中新世及更新世，牠們出現了不同的形態及體型的增長，當中包括有Kraglievichia、帕莱獸屬及瓦薩里獸屬，進一步演化成潘帕獸。在中新世出現了荷氏獸屬，並因巴拿馬地峽的形成而進入北美洲。

## 描述

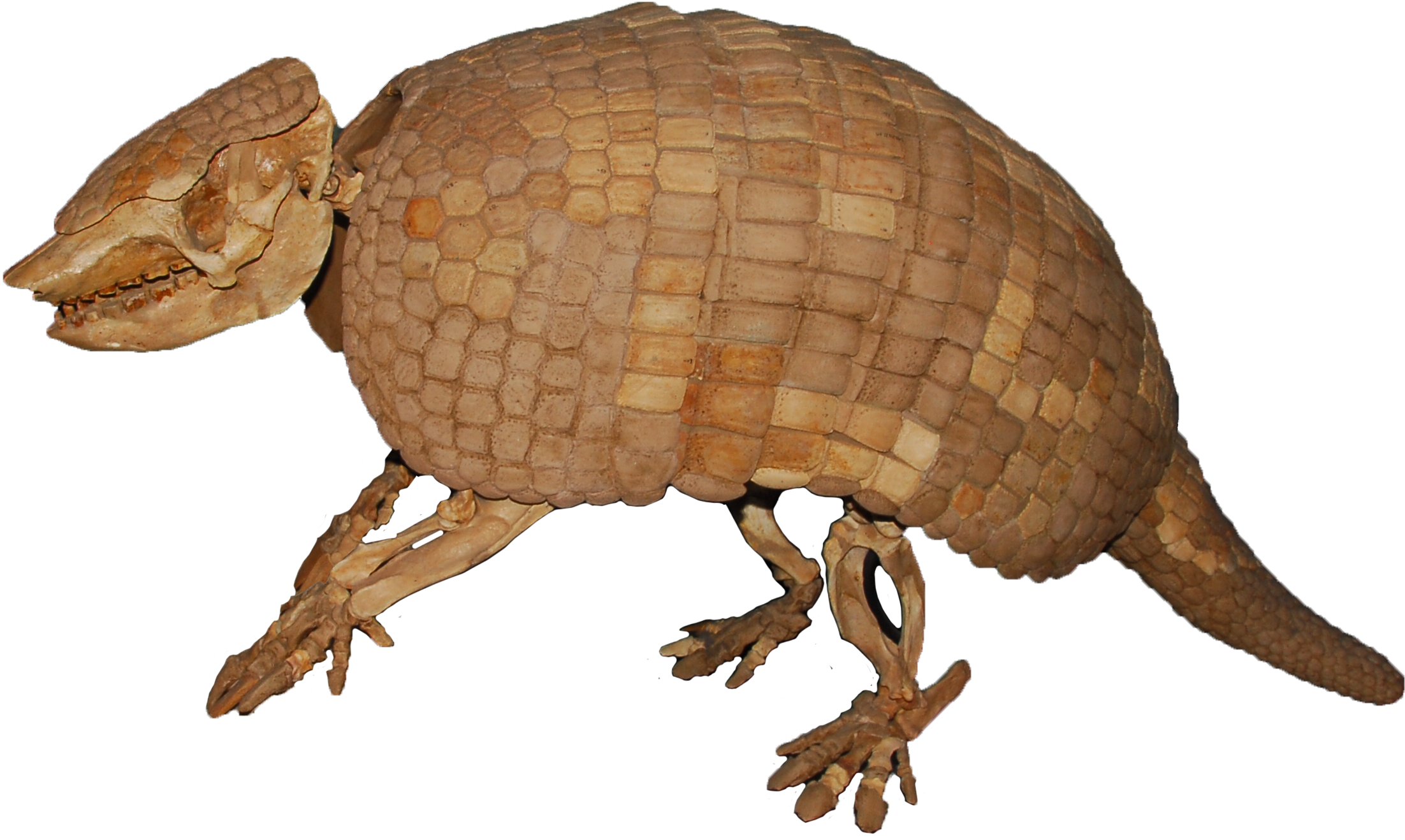
荷氏獸屬骨架化石

潘帕獸科是長2米像犰狳的動物，體重可達200（440磅），和三帶犰狳一樣具有3條有彈性的鱗甲帶，但牠們不能捲曲。牠們身體上的甲殼，是由多塊骨頭融合而成，有點像雕齒獸般。潘帕獸的咀嚼肌肉比起犰狳擁有更強的橫向移動能力，這代表牠們主要以粗糙的植披為食，和雜食或以昆蟲為食的犰狳不同。

## 外部連結
- Paleodatabase （页面存档备份，存于）